# Hendrik Timmer
Hendrik "Henk" Timmer (Utrecht, Països Baixos, 8 de febrer de 1904 − Bilthoven, Utrecht, Països Baixos, 13 de novembre de 1998) fou un tennista neerlandès. També va guanyar diversos torneigs de golf, fou campió neerlandès d'esquaix, i va jugar a bàdminton i hoquei sobre gespa. El seu èxit més important fou la consecució d'una medalla de bronze en el Jocs Olímpics de París de 1924 en la categoria de dobles mixtos fent parella amb Kea Bouman. Curiosament, va morir quatre dies abans que Bouman l'any 1998.

## Carrera esportiva
Amb dinou anys va guanyar el seu primer títol de campió neerlandès de tennis, i posteriorment va guanyar diversos torneigs a Suïssa, Gal·les i Escòcia. Va aconseguir títol en el campionat nacional en un total de nou ocasions, repartits en dos cicles de cinc i quatre anys consecutius, i també el va aconseguir vuit vegades en dobles masculins i cinc més en dobles mixts. El seu millor resultat en Grand Slams fou disputar els quarts de final a Wimbledon tan individualment com en dobles masculins.
A banda de tennis, Timmer va competir en molts altres esports. Va guanyar el campionat nacional d'esquaix (1941), va competir en patinatge de velocitat sobre gel, completant en tres ocasions la cursa Elfstedentocht, i va disputar i guanyar diversos torneigs de golf, destacant el "De Golfbag Cup" de Noordwijk (1934). També va treballar com a entrenador de tennis de la reialesa neerlandesa, entre elles la reina Juliana I dels Països Baixos. Posteriorment va treballar com a agent d'assegurances.

## Jocs Olímpics

### Dobles mixts
| Any  | Campionat                    | Parella    | Oponents                      | Resultat |
| ---- | ---------------------------- | ---------- | ----------------------------- | -------- |
| 1924 | Jocs Olímpics, París, França | Kea Bouman | Brian Gilbert Kathleen McKane | Renúncia |